# Dioxin
Dioxin là tên gọi chung của một nhóm hàng trăm các hợp chất hóa học tồn tại bền vững trong môi trường cũng như trong cơ thể con người và các sinh vật khác. Tùy theo số nguyên tử Cl và vị trí không gian của những nguyên tử này, dioxin có 75 đồng phân PCDD (poly-chloro-dibenzo-dioxins) và 135 đồng phân PCDF (poly-chloro-dibenzo-furanes) với độc tính khác nhau. Dioxin còn bao gồm nhóm các poly-chloro-biphényles, là các chất tương tự dioxin, bao gồm 419 chất hóa học trong đó có 29 chất đặc biệt nguy hiểm. Trong số các hợp chất dioxin, TCDD là nhóm độc nhất.
Dioxin là sản phẩm phụ của nhiều quy trình sản xuất chất hóa học công nghiệp liên quan đến chlor như các hệ thống đốt chất thải, sản xuất hóa chất và thuốc trừ sâu và dây chuyền tẩy trắng trong sản xuất giấy.

Cấu trúc của Dioxin

Dioxin và furan là các hóa chất độc hại nhất được biết đến hiện nay trong khoa học. Trong bản báo cáo sơ thảo của Cục Bảo vệ Môi trường Hoa Kỳ (EPA) năm 1994 đã miêu tả dioxin như là một mối tác nhân đe doạ nguy hiểm đối với sức khỏe cộng đồng. Cũng theo EPA, dường như không có mức độ phơi nhiễm dioxin nào được coi là an toàn.
Ngoài chiến tranh Việt Nam, dioxin trong chất độc da cam gây nên thảm hoạ sinh thái ở Seveso (Ý), và Times Beach (Missouri), Love Canal (New York),... Nhưng bị nhiễm nặng nhất và lâu dài nhất vẫn là ở miền Nam Việt Nam, nơi bị Mỹ rải chất độc da cam suốt 10 năm.

## Tác hại của dioxin đối với cơ thể người và động vật
Xem thêm: Danh sách các bệnh có liên quan đến dioxin
2,3,7,8-TC DD là chất độc mạnh nhất trong các hóa chất, nó độc gấp 1 triệu lần tất cả các chất độc đã có trong tự nhiên và là tồn tại lâu bền nhất. Một nghiên cứu năm 2002 của trường Đại học Columbia đã tính rằng chỉ 80 gram Dioxin pha vào nước uống sẽ giết sạch người dân của cả 1 thành phố với 8 triệu dân.
Chính các báo cáo của EPA đã công nhận dioxin là một chất gây ung thư cho con người. Năm 1997, Tổ chức quốc tế về nghiên cứu ung thư (IARC) thuộc WHO đã công bố 2,3,7,8-TC DD là chất gây ung thư nhóm 1 (nghĩa là nhóm đã được công nhận là gây ung thư). Đồng thời, tháng 1 năm 2001, chương trình Độc học Quốc gia Hoa Kỳ đã chuyển dioxin vào nhóm "các chất gây ung thư cho người". Cuối cùng, trong một nghiên cứu kiểm định năm 2003, các nhà khoa học cũng khẳng định không có một liều lượng nào là an toàn hoặc ngưỡng dioxin mà dưới nó thì không gây ung thư [1]. Điều này có thể hiểu là nếu một người phơi nhiễm dioxin dù lượng nhỏ nhất thì đã mang trong mình hiểm họa ung thư!
Ngoài ung thư, dioxin còn có thể liên quan đến một số bệnh nguy hiểm khác như bệnh rám da, bệnh đái tháo đường, bệnh ung thư trực tràng không Hodgkin, thiểu năng sinh dục cho cả nam và nữ, thoái hóa trứng (ở nữ)..v.v
Các ảnh hưởng sức khỏe của dioxin được trung gian bởi tác động lên thụ thể tế bào, các thụ thể aryl hydrocarbon (AHR) Điều này giúp dioxin xâm nhập, phá thủng hệ thống phòng thủ của tế bào và làm biến dạng DNA. Đó là nguyên nhân tại sao dioxin gây ra bị dị tật thai nhi ở động vật.

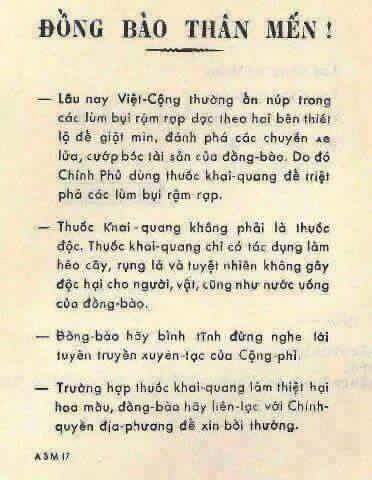
Tờ rơi tuyên truyền của Mỹ/chính phủ Sài Gòn thập niên 1960 vẫn viết rằng chất diệt cỏ "tuyệt nhiên không gây độc hại cho người, vật, cũng như nước uống"

Các hiệu ứng khác ở người (ở các mức liều cao) có thể bao gồm:
- Bất thường phát triển trong men răng của trẻ em.[2][3]
- Bệnh lý tại khu trung ương và ngoại vi của hệ thần kinh[4]
- Rối loạn tuyến giáp[5]
- Tổn hại cho hệ thống miễn dịch[6]
- Lạc nội mạc tử[7]
- Bệnh tiểu đường[8]

Dioxin tích lũy trong chuỗi thức ăn trong một cách tương tự như các hợp chất chlor khác (tích lũy sinh học). Điều này có nghĩa rằng ngay cả nồng độ nhỏ trong nước bị ô nhiễm có thể được tập trung lên một chuỗi thức ăn đến mức nguy hiểm vì chu kỳ phân hủy dài và độ tan trong nước thấp của dioxin.
Cơ chế phân tử của dioxin tác động lên các tế bào và cơ thể người, động vật vẫn đang còn nhiều tranh cãi về chi tiết. Thời gian bán phân huỷ của dioxin trong cơ thể động vật là 7 năm hoặc có thể lâu hơn. Thông thường, dioxin gây độc tế bào thông qua một thụ thể chuyên biệt cho các hydratcarbon thơm có tên là AhR (Aryl hydrocarbon Receptor). Phức hợp dioxin - thụ thể sẽ kế hợp với protein vận chuyển ArnT (AhR nuclear Translocator) để xâm nhập vào trong nhân tế bào. Tại đây dioxin sẽ gây đóng mở một số gene giải độc quan trọng của tế bào như Cyp1A, Cyp1B,... Đồng thời, một số thí nghiệm trên chuột cho thấy dioxin làm tăng nồng độ các gốc ion tự do trong tế bào. Điều này, có thể là làm phá huỷ các cấu trúc tế bào, các protein quan trọng và, quan trọng hơn cả, nó có thể gây đột biến trên phân tử DNA, dẫn tới các chứng bệnh liên quan là ung thư, bệnh di truyền và quái thai.
Trong một đánh giá về rủi ro và nghiên cứu các vấn đề chính sách được đưa ra trong Hội nghị Quốc tế về Dioxin tổ chức tại Berlin, 2004, nhóm tác giả đến từ Cục Môi trường Liên bang Đức (Federal environmental agency) đã đưa ra kiến nghị không có mức phơi nhiễm dioxin tối thiểu nào có độ an toàn cho phép [2] (theo WHO 2002 thì mức phơi nhiễm dioxin cho phép qua thức ăn của mỗi người là 1-10 pg đương lượng độc (TEQ)/ngày).
Bác sĩ Linda Birnbaum, Giám đốc Viện Khoa Học Quốc gia Về Liên Hệ Giữa Môi trường và Sức khỏe, và là một chuyên gia hàng đầu về chất dioxin, nói: "Tôi chưa từng thấy một hệ thống hormone nào mà chất dioxin không thể phá vỡ. Nó có ảnh hưởng lan rộng trong hầu hết các chủng loài có xương sống, trong hầu hết mọi giai đoạn cơ thể phát triển".

### Gây dị tật thai nhi
Hiện không có nghiên cứu về quái thai gây ra bởi dioxin trên cơ thể người (do việc thí nghiệm chất độc mạnh như dioxin với người là bị cấm). Tuy nhiên, khi được thí nghiệm trên động vật, có bằng chứng mạnh mẽ cho thấy Dioxin gây quái thai ở các loài gặm nhấm, bao gồm chuột hamster và lợn guinea chim, và cá
Các nghiên cứu động vật cho thấy rằng dioxin có thể ảnh hưởng đến sinh sản bằng cách làm hư hỏng tinh trùng và làm rối loạn hormon điều tiết sự phát triển của bào thai. Ở cấp độ phân tử, dioxin gây đột biến trên chuỗi nhiễm sắc thể, những đột biến này sẽ gây ảnh hưởng đến thông tin di truyền ở tế bào sinh sản (tinh trùng, trứng) do cơ chế sao chép nhân đôi và rồi sẽ truyền sang thế hệ con cháu.
Trong nghiên cứu năm 2012 của Đại học Washington trên chuột cho thấy Dioxin có thể gây dị tật suốt nhiều thế hệ. Chuột thí nghiệm được cho nhiễm 1 liều dioxin rất nhỏ (bằng 1/1000 mức gây chết), với mức rất nhỏ này thì không gây nguy hại tức thì. Nhưng tác hại lâu dài đã phát tác trên thế hệ con cháu của chúng. Cho đến tận thế hệ F3 (tức là đời chắt của những con chuột thí nghiệm ban đầu) những dị tật bẩm sinh vẫn xảy ra. Những đột biến này có lẽ là vĩnh viễn và sẽ tiếp tục truyền tới các thế hệ sau.
Trong thảm họa Sasevo (nơi 30 kg dioxin đã thoát ra môi trường), người dân đã được sơ tán ngay sau khi thảm họa xảy ra, tất cả gia súc gia cầm đã bị thiêu hủy, đất đai và nguồn nước đã được tẩy rửa để ngăn dioxin xâm nhập vào chuỗi thức ăn của con người. Do vậy, tác động của dioxin với dị tật thai nhi tại Sasevo là không có đủ cơ sở để nghiên cứu. Các nghiên cứu về vấn đề này chỉ có thể được tiến hành ở Việt Nam, nơi bị Mỹ rải 370 kg dioxin trong 8 năm chiến tranh. Người dân và binh sĩ ở đây chịu sự phơi nhiễm lâu dài, dioxin đã ngấm sâu vào mọi con đường (không khí, nguồn nước, cây trồng và thực phẩm) mà không hề có sự sơ tán hoặc tẩy độc.
Các khảo sát ở Mỹ trong thập niên 1980-1990 có những kết quả mâu thuẫn nhau (nguồn thì khẳng định dioxin gây dị tật thai nhi, nguồn thì cho rằng chưa đủ cơ sở kết luận) do mẫu khảo sát ở các cựu binh Mỹ có sự khác biệt lớn về độ phơi nhiễm dioxin. Để tìm ra kết luận chung, năm 2006, 4 nhà nghiên cứu (gồm 2 người gốc Việt) đã tiến hành tổng kết tất cả các khảo sát về tác động của dioxin tới dị tật thai nhi. Nghiên cứu sử dụng 13 khảo sát ở những cựu binh Việt Nam (những người phơi nhiễm lâu và nặng nhất) và 9 khảo sát ở cựu binh nước ngoài. Các kết luận rút ra như sau
- Sự tranh cãi về mối liên quan giữa chất độc da cam (hay dioxin) và dị tật bẩm sinh là do dữ liệu của các khảo sát không phù hợp với nhau (có sự khác biệt đáng kể về thời gian, lượng phơi nhiễm của các ca nghiên cứu).
- Tổng hợp số liệu từ các nghiên cứu cho thấy rằng việc tiếp xúc của cha mẹ với dioxin và chất độc da cam làm tăng nguy cơ dị tật bẩm sinh và quái thai.
- Trong khi nguy cơ gia tăng quái thai hiện diện ở cả cựu binh Mỹ và cựu binh Việt Nam, các cựu binh Việt Nam có một sự gia tăng rõ rệt hơn do mức độ phơi nhiễm của họ cao hơn lính Mỹ (lính Mỹ chỉ ở Việt Nam khoảng 1 năm, ít khi đi vào rừng và họ chỉ ăn uống đồ hộp, trong khi lính Việt Nam ở trong rừng suốt nhiều năm và luôn sử dụng lương thực, nước uống lấy tại chỗ bị nhiễm dioxin).

Những ghi chép về việc chất dioxin gây quái thai cho binh lính và thường dân bị phơi nhiễm lâu dài đã được ghi lại bởi những bác sĩ đương thời từ nhiều quốc gia:

#### Tác hại đối với người Việt

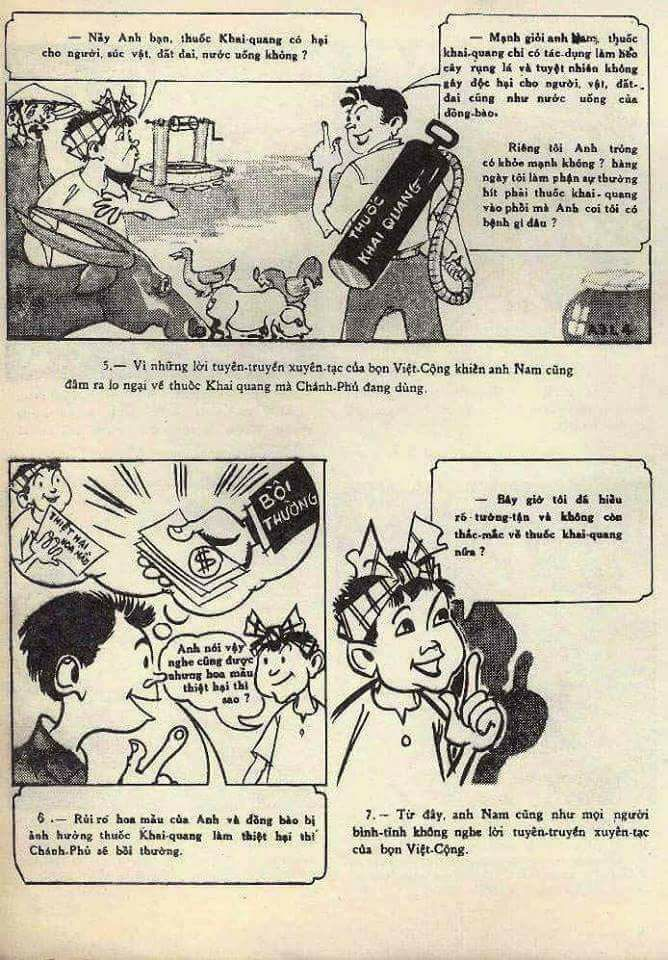
Tuyên truyền của Mỹ/chính phủ Sài Gòn viết rằng sự độc hại của chất diệt cỏ chỉ là "tuyên truyền xuyên tạc của Việt cộng", và rằng chất diệt cỏ "tuyệt nhiên không gây độc hại cho người, vật, cũng như nước uống, hít phải hàng ngày cũng không sao"

Chất da cam phát tán qua không khí và nước nên nó lan rộng rất nhanh, không chỉ những chiến sỹ quân Giải phóng mà cả dân thường miền Nam, quân Mỹ và quân lực Việt Nam Cộng hòa (quân chư hầu của Mỹ) cũng đều bị nhiễm độc nếu có mặt ở khu vực bị rải độc. Nhưng các nạn nhân người Việt thường bị nhiễm độc nặng hơn lính Mỹ do họ sống định cư, uống nước và trồng cây lương thực tại khu nhiễm độc, còn lính Mỹ thì chỉ ở đó một thời gian ngắn rồi hành quân đi chỗ khác hoặc trở về nước.
- Bác sĩ Nguyễn Thị Ngọc Phượng là một nhân chứng sống. Trong những năm 1960, bà đã hộ sinh cho nhiều trăm đứa trẻ khỏe mạnh ở bệnh viện Từ Dũ, nhà hộ sinh lớn nhất ở Sài Gòn. Rồi đến năm 1968, hai năm sau khi lực lượng Mỹ tăng gia trải chất diệt cỏ lên đến nhiều triệu lít, lần đầu tiên bác sĩ Phượng đã chứng kiến một hài nhi không có óc và xương sống. Trong những tháng tiếp theo, Bác sĩ Phượng liên tục đỡ ra nhiều hài nhi dị dạng, 3 hoặc 4 đứa trong một tuần lễ - những hài nhi sinh ra với những cơ quan ở ngoài thân, không có tay, không có chân, không có mắt. Vấn đề nay đã trở nên rõ ràng là, con người – đặc biệt là phụ nữ - bị nhiễm ngay chỉ một chút chất dioxin, dù chỉ là 1/1 tỷ gram, cũng có khả năng cao là sinh ra những đứa con dị tật bẩm sinh. Từ năm 1968, bác sĩ Phương bắt đầu thu thập hàng chục thai nhi và trẻ sơ sinh bị dị dạng đã chết, lưu trữ ở bệnh viện Từ Dũ trong các lọ lớn chứa chất bảo quản.[16]
- Bà Đào Thị Kiều, sinh năm 1952, nông dân ở Biên Hòa, có khu ruộng bị quân đội Mỹ trải thuốc diệt cỏ không lâu sau khi bà kết hôn. Bà có 8 đứa con thì 7 đứa bị dị tật bẩm sinh và 5 đứa đã chết yểu, chồng bà từng là nhân viên trong quân lực Việt Nam Cộng hòa, cũng chết năm 2004 vì ung thư[16]
- Nhà bệnh học về ung thư Scarlett Lin Gomez tại Viện phòng chống ung thư California (CPIC) đã nghiên cứu thấy rằng người Mỹ gốc Việt tại California (rất nhiều người là cựu binh trong quân lực Việt Nam Cộng hòa từng hoạt động trong vùng bị rải chất da cam) đang phải chịu hàng loạt chứng bệnh liên quan đến việc phơi nhiễm chất độc da cam: tỷ lệ bị các bệnh ung thư cao nhất, phụ nữ gốc Việt mắc bệnh ung thư hạch bạch huyết không Hodgkin cao nhất, đàn ông gốc Việt mắc bệnh Sarcoma mô mềm cao nhất.[17].

Nhiều nhà hoạt động nhân đạo, nhà nghiên cứu đã kêu gọi những người Mỹ gốc Việt nên học theo các cựu binh Mỹ: khởi kiện những nhà sản xuất chất da cam để đòi bồi thường. Nhưng mọi nỗ lực của họ đã bị những nhóm chống Cộng là cựu binh quân lực Việt Nam Cộng hòa phá rối. Những nhóm cựu binh quân lực Việt Nam Cộng hòa này "vẫn rất trung thành (với nước Mỹ)", ngay cả trong thời đại ngày nay mà họ vẫn tin vào những tờ truyền đơn của Mỹ thời thập niên 1960 nói rằng "chất diệt cỏ không độc hại", và rằng sự nguy hại của chất độc màu Da cam "chỉ là một sự lừa bịp của Đảng cộng sản". Việc các cựu binh Mỹ đã thắng kiện và được bồi thường cũng không thể làm thay đổi định kiến của những nhóm chống Cộng này, họ không chịu chấp nhận sự thật bởi cho rằng như vậy là "tiếp tay cho Cộng sản để chống lại nước Mỹ". Ông Ngô Nhân, nhà nghiên cứu tại Đại học New York, nói rằng "Chỉ còn một nhóm người không chịu thừa nhận vấn đề chất độc da cam - đó chính là người Mỹ gốc Việt". Ông khuyên người Mỹ gốc Việt phải dẹp bỏ định kiến chính trị để thừa nhận những khổ đau mà chất da cam gây ra cho họ, có như vậy thì mới có thể đứng lên đấu tranh đòi quyền lợi

#### Tác hại đối với người Mỹ
- Stephen Price, nhân viên kỹ thuật tại căn cứ không quân Mỹ tại Đà Nẵng vào năm 1967, nơi Mỹ có kho chứa chất da cam, bị nhiễm dioxin cao gấp 365 lần so với ngưỡng mà Tổ chức Y tế Thế giới cho là an toàn. Ông chết năm 2008 do bệnh bạch cầu và tiểu đường, các con gái ông đều bị dị tật hệ thần kinh do tật nứt đốt sống.[18]
- Ted Hutches bị phơi nhiễm chất độc da cam ở Việt Nam vào năm 1965, khi ông làm nhiệm vụ bơm nước vào các bồn hóa chất và dùng làm nước tắm. Một năm sau khi trở về Mỹ, chân Hutches bắt đầu sưng và tê liệt. hai con gái ông, được sinh ra vào năm 1968 và năm 1970, đều bị dị tật bẩm sinh: dị dạng hông và khớp gối, liệt chân và không có khả năng lao động. Ở tuổi 70, Ted Hutches bị viêm mô tế bào, ung thư và rối loạn thần kinh khiến chân bại liệt. Ông nộp đơn đòi bồi thường từ năm 1978, nhưng phải sau 24 năm mới được xét duyệt và nhận đền bù, nhưng hai con ông thì không được đền bù (vì chính phủ Mỹ từ chối công nhận dioxin gây dị tật thai nhi)[19]
- Mike Ryan, một bác sĩ quân y Mỹ, sau 13 tháng ở Việt Nam đã trở về Mỹ. Con gái ông sinh năm 1971 đã chịu dị tật nghiêm trọng: tim bị hở van, hệ tiêu hóa bị mất phần dưới, thận rối loạn, cánh tay và ngón chân dị dạng... tổng cộng là 22 dị tật. Con gái Mike đã chết khi chỉ 35 tuổi. Suốt đời mình, Mike đã đấu tranh để ông và những cựu binh khác được bồi thường[20]
- Heather Bowser là con của một cựu binh Mỹ tham chiến tại Việt Nam năm 1968-1969. Cô và em ruột có hình hài bị dị tật kinh khủng: không có đoạn chân phải từ gối trở xuống, nhiều ngón tay, ngón chân cái trên bàn chân trái cũng không có, những ngón chân còn lại thì đan chéo nhau[21].
- Tổ chức Pro Publica (nơi hỗ trợ các cựu quân nhân Mỹ) đã ghi lại bằng video nhiều trường hợp lính Mỹ có con bị dị tật sau khi bị nhiễm chất da cam ở Việt Nam. Hiệp hội Trẻ em của Hội cựu chiến binh Việt Nam, gồm gần 4.000 thành viên là các cựu binh Mỹ đã trao đổi những câu chuyện hoặc thông báo với các bác sĩ về hàng loạt những chứng dị tật mà con họ phải gánh chịu: khiếm khuyết ống thần kinh, chân tay ngắn hoặc bị cụt, ngón tay chân dị dạng, thiếu đốt sống, rối loạn miễn dịch.... danh sách các chứng dị tật cứ ngày một dài thêm[22]
- Bác sĩ quân y Mỹ, Allen Hassan, ghi lại: "Trong suốt cuộc chiến, các báo cáo về tình trạng trẻ em bị dị dạng bẩm sinh xuất hiện trên báo chí Sài Gòn đều bị gạt bỏ vì liên quân cho rằng điều đó chỉ giúp tuyên truyền cho Cộng sản... Là một bác sĩ, tôi đã nhìn thấy hàng trăm cựu chiến binh Mỹ mắc chứng vô sinh, ung thư, tiểu đường loại 2 và nhiều vấn đề về sức khỏe khác có liên quan đến việc phơi nhiễm chất da cam tại Việt Nam. Tôi từng chứng kiến những người vợ của họ mang thai chết lưu (bào thai bị chết trong bụng mẹ), hoặc sinh con dị dạng. Vợ của một cựu chiến binh tôi từng gặp đã sinh ra một đứa con không có đầu. Tôi tin thảm họa của gia đình này là hệ quả trực tiếp vì sự phơi nhiễm của người cha với chất da cam."[23]

Trẻ em của các cựu binh Mỹ ở Việt Nam được báo cáo đã gặp một loạt các khuyết tật bẩm sinh, kể cả bệnh khớp, rối loạn đường ruột và bàng quang, bất thường về xương, mất thính lực, các vấn đề sinh sản, rối loạn hành vi và điều kiện da bất thường. Betty Mekdeci, giám đốc điều hành của Viện nghiên cứu dị tật trẻ em Fluorida, nơi lưu giữ dữ liệu về thai nhi từ các cựu binh đến Việt Nam cho biết: trẻ em của các cựu chiến binh tới Việt Nam có tỷ lệ cao hơn bị mắc bệnh ung thư, các bệnh trí tuệ và rối loạn hành vi. Để chứng minh và đòi bồi thường thì sẽ đòi hỏi phải nghiên cứu toàn diện, nhưng từ lâu nay nó đã bị trì hoãn. Betty Mekdeci cho rằng: "Vấn đề này không phải là về khoa học, đó là về kinh tế và chính trị" - nếu được chứng minh dioxin gây dị tật thì khoản đền bù cho trẻ em dị tật sẽ rất lớn, nên chính phủ và các công ty hóa chất không muốn chi tiền cho những nghiên cứu như vậy
Theo tài liệu của hội cựu chiến binh Hoa Kỳ, chính phủ Mỹ chỉ công nhận chất da cam gây ra dị tật nứt đốt sống ở con của các cựu binh Mỹ, còn những người mắc các chứng dị tật khác thì chính phủ Mỹ không công nhận và không bồi thường. Theo đó, những người bị dị tật nứt đốt sống là con đẻ của cựu chiến binh Mỹ sau khi họ từng tiếp xúc với chất diệt cỏ ở Việt Nam trong khoảng thời gian từ 09/1/1962 tới 7/5/1975, hoặc gần khu phi quân sự Triều Tiên từ 1/9/1967 tới 31/8/1971, thì sẽ được nhận bồi thường của chính phủ Mỹ. Hội cựu chiến binh Hoa Kỳ vẫn đang đấu tranh để chính phủ Mỹ chịu bồi thường cho nhiều người con các cựu binh Mỹ bị mắc những chứng dị tật khác.
Theo nghiên cứu của Pro Publica dựa trên dữ liệu của Cơ quan Cựu Chiến binh Hoa Kỳ, các cựu chiến binh Mỹ từng phơi nhiễm chất da cam ở Việt Nam có tỷ lệ sinh con bị dị tật cao gấp gần 6 lần so với tỷ lệ sinh con dị tật trước chiến tranh (13,1% so với 2,8%).
Linda Schwartz, giáo sư điều dưỡng chuyên khoa tại Đại học Yale, đã khám phá ra rằng "có bằng chứng khác biệt" cho thấy những người lính Mỹ bị nhiễm chất da cam có tỷ lệ sinh con bị dị tật bẩm sinh cao hơn. Họ trình bày công trình tại hội nghị về dioxin quốc tế năm 2003, nhưng bản thảo của họ không được chấp nhận để xuất bản trên tạp chí khoa học. Schwartz cho rằng: nếu Hoa Kỳ thừa nhận rằng Chất Da cam gây ra những dị tật trên trẻ em, chính phủ Việt Nam sẽ có đầy đủ lý do để đòi bồi thường cho trẻ em Việt Nam bị tổn hại. Bà nói: "Chúng tôi đã lao phải một bức tường. Mọi người sợ rằng phía Việt Nam sẽ nộp nhiều đơn kiện khủng khiếp chống lại Hoa Kỳ".
Cho tới nay, chính phủ Mỹ và các công ty hóa chất vẫn không công nhận chất dioxin gây dị tật thai nhi với lý do là thiếu bằng chứng thực nghiệm trên người (điều mà sẽ không thể có do dioxin bị cấm thí nghiệm trên người). Chỉ có các cựu binh nữ sinh con dị tật là được bồi thường (nhưng cựu binh nữ chỉ có 10 ngàn người trong tổng số 3 triệu quân nhân Mỹ chiến đấu ở Việt Nam), các cựu binh nam sinh con dị tật thì vẫn không được bồi thường. 30 năm sau cuộc chiến, vẫn không có cuộc điều tra lớn nào với các cựu binh bị nhiễm dioxin. Paul Sutton, cựu chủ tịch của Hội Cựu chiến binh Mỹ tại Việt Nam, cho rằng chính phủ Mỹ muốn trì hoãn các nghiên cứu để ỉm đi chuyện này bởi chi phí đền bù sẽ rất cao, họ chỉ cần chờ tới khi tất cả các cựu binh của cuộc chiến đều đã qua đời thì sẽ chẳng còn bằng chứng để nghiên cứu nữa.

## Quá trình nhiễm độc dioxin ở Việt Nam

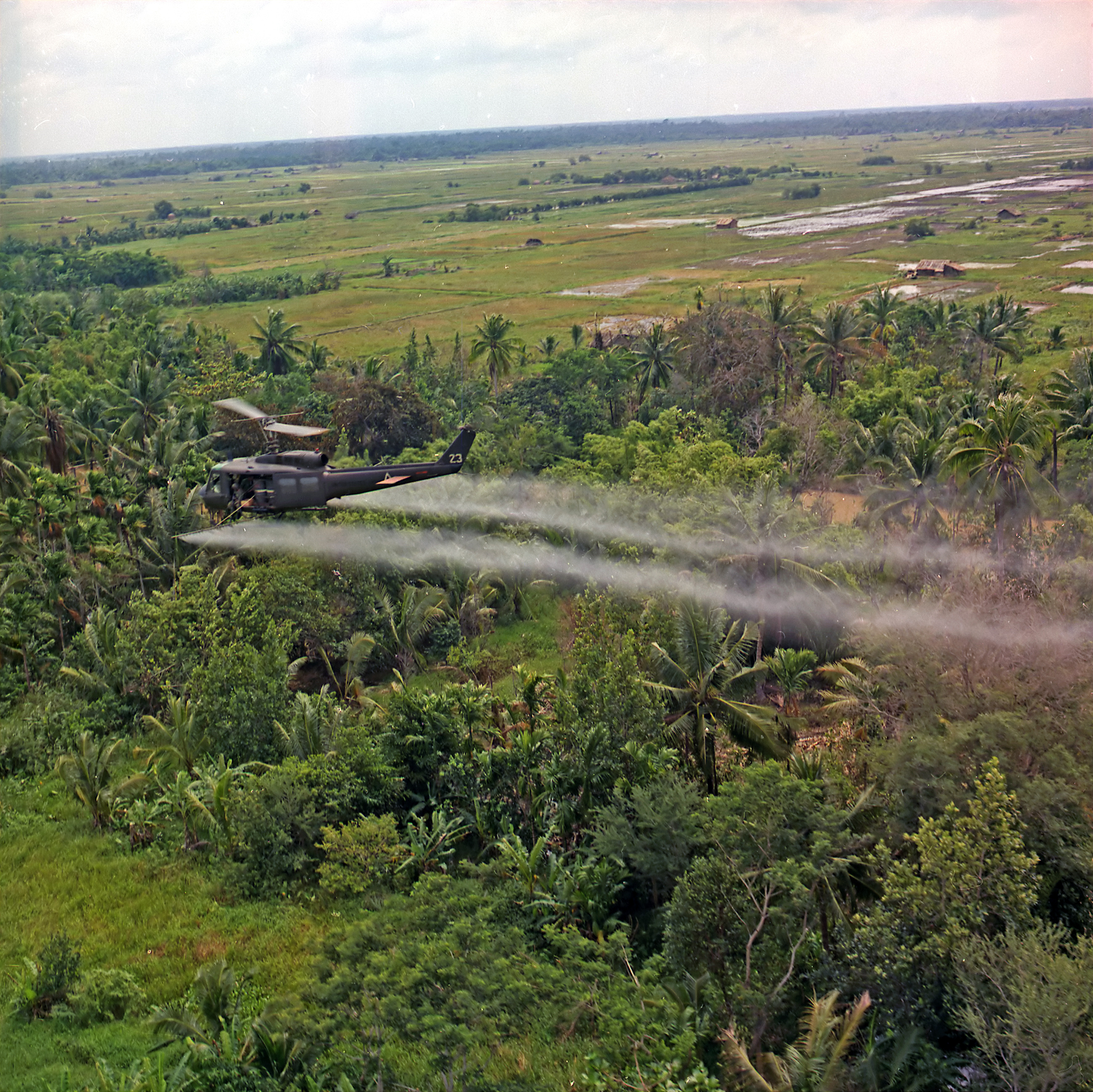
Chiếc máy bay số hiệu UH-1D của Đại đội không quân số 336 đang rải chất diệt cỏ trong vùng rừng của châu thổ sông Mê Kông, 26/07/1969

Ở miền Nam Việt Nam, chất độc màu da cam và các loại thuốc diệt cỏ khác bắt đầu được thử nghiệm bởi quân đội Hoa Kỳ vào năm 1961. Nåm 1961, tổng thống Mỹ John F. Kennedy đã bật đèn xanh cuộc chiến hóa học này, ban đầu được gọi là "operation Trail Dust" sau đổi thành "chiến dịch Ranch Hand".
Chất da cam được sử dụng rộng rãi với hàm lượng cao trong chiến tranh vào các năm 1967 – 1968, rồi giảm xuống và ngừng sử dụng năm 1971. Các loại hợp chất này được trộn vào dầu hỏa hoặc nhiên liệu dầu diesel rồi rải bằng máy bay hoặc các phương tiện khác. 10% của chất này thì được dùng bằng tay, bằng xe thô sơ và thuyền ở các vùng đầm lầy, đồng bằng và vùng ngâp mặn ven biển, 90% phun bằng máy bay C-123 và máy bay trực thăng. Người Việt Nam bị phơi nhiễm hoàn toàn, họ chỉ có thể ngâm 1 miếng vải nhỏ bịt lên mũi và miệng cho đỡ bị ngất xỉu chứ không có cách nào để tẩy độc.
Theo công bố của một nhóm tác giả trên tạp chí Nature thì có thể nói chiến dịch dùng hóa chất ở Việt Nam là một cuộc chiến tranh hóa học lớn nhất thế giới [3]. Trong thời gian 10 năm đó, quân đội Mỹ và quân đội Nam Việt Nam đã rải 76,9 triệu lít hóa chất xuống rừng núi và đồng ruộng Việt Nam. Trong số này có 64% là chất độc màu da cam, 27% là chất màu trắng, 8,7% chất màu xanh và 0,6% chất màu tím.
Tổng số lượng dioxin Việt Nam hứng chịu là vào khoảng 370 kg. (Trong khi đó vụ nhiễm dioxin ở Seveso, Ý, 1976 chỉ với 30 kg dioxin thải ra môi trường mà tác hại của nó kéo dài hơn 20 năm  Lưu trữ ngày 26 tháng 10 năm 2005 tại Wayback Machine). Tổng số diện tích đất đai bị ảnh hưởng hóa chất là 2,63 triệu hécta. Có gần 5 triệu người Việt Nam sống trong 25.585 thôn ấp chịu ảnh hưởng độc chất màu da cam.
Tại Hoa Kỳ, hàm lượng dioxin ở ngưỡng cho phép là 0,0064 Picogram/1 kg cơ thể người (Picogram là đơn vị đo khối lượng rất nhỏ, chỉ bằng 1/1.000.000 gram). Trong khi đó, nếu chia bình quân thì Mỹ đã rải 900 picogram chất dioxin cho mỗi 1 kg trọng lượng cơ thể người Việt Nam.
Năm 1968, ông Elmo R. Zumwalt Jr., bấy giờ mang hàm phó đô đốc, đến đảm nhiệm chức vụ Tư lệnh Hải quân Mỹ tại Việt Nam. Ngay lập tức, ông đã cho triển khai chiến dịch rải hóa chất làm rụng lá xuống các vùng sông nước ở Việt Nam để bảo vệ hoạt động của Hải quân Mỹ. Đúng 20 năm sau, người con trai Elmo R.Zumwalt III của ông đã qua đời vì bệnh ung thư, hậu quả của phơi nhiễm chất độc da cam thời tham chiến tại Việt Nam. Tác phẩm "Cha con tôi" dựa theo lời thuật của đô đốc Elmo Zumwalt phát hành tháng 11-1996, có đoạn viết:
"Tấn bi kịch của gia đình đô đốc Zumwalt là ở chỗ, chính người cha đã ra lệnh rải chất độc màu da cam lên các cánh rừng và các dòng sông ở vùng Nam Trung Bộ Việt Nam, nơi con trai ông làm nhiệm vụ tuần tra dọc các bờ sông. Mệnh lệnh của đô đốc không những tàn phá nhiều cánh rừng, làm ô nhiễm các dòng sông, gây đau khổ cho biết bao nhiêu người dân Việt Nam vô tội, mà còn làm cho chính con trai và cháu nội ông cũng bị nhiễm chất độc màu da cam".

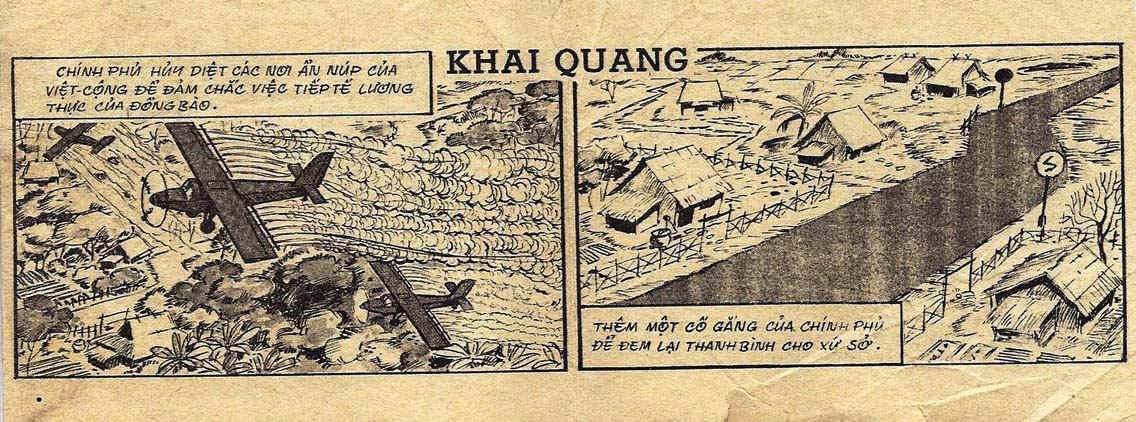
Tranh tuyên truyền của Mỹ/Việt Nam Cộng hòa nói rằng việc máy bay rải chất da cam lên các ngôi làng Việt Nam là "một cố gắng của chính phủ để đem lại thanh bình cho xứ sở"

Đô đốc Zumwalt, từ năm 1994 đã trở lại Việt Nam, kết hợp với Hội Cựu chiến binh Việt Nam với mong muốn làm một điều gì đó bù đắp lại mất mát cho các nạn nhân của ông. Khi được hỏi cảm nghĩ, đô đốc Zumwalt nói: "Để có thể vĩnh viễn xếp lại quá khứ một cách yên ả, tốt nhất là Chính phủ Mỹ phải có thiện chí hợp tác với Việt Nam, trả lại món nợ lớn lao mà các công ty hóa chất Mỹ đã gây ra. Nhân chứng sống chính là tôi đây. Tôi cũng có bổn phận góp phần bù đắp. Cũng thế, tại Mỹ, quan điểm của đoàn thể lớn nhất nước Mỹ là Hội Cựu binh Mỹ, là vấn đề người Mỹ mất tích (MIA) chỉ là việc của 2.000 gia đình người Mỹ, còn nạn nhân chất độc dioxin là của 3 triệu người Mỹ." Con trai ông, luật sư Jim với nhiều hoạt động yểm trợ tư vấn tố tụng quốc tế cho nhiều nhóm nạn nhân, đã giải thích: 
"Năm 1984, 68.000 cựu binh Mỹ, Úc và New Zealand đã phát đơn kiện 11 công ty hóa chất Mỹ, nhưng các nhà tài phiệt chiến tranh rất quỷ quyệt, đã khôn khéo dàn xếp, chịu bồi thường một ngân khoản chung là 184 triệu USD, để nguyên đơn ký vào thỏa thuận, từ đấy không còn đi kiện nữa. Việc bồi thường này không nhắc gì tới nạn nhân Việt Nam và Hàn Quốc, đó là một điều phi lý và phi nhân".
Năm 2007, phản hồi vụ kiện của các nạn nhân chất da cam Việt Nam, Đại sứ quán Hoa Kỳ tại Việt Nam vẫn ra thông cáo báo chí nói rằng "Không có tác hại sinh thái nào được ghi nhận ở động thực vật mặc dù một lượng lớn chất diệt cỏ và dioxin đã được sử dụng", và rằng "thông tin này chưa được xem xét trong các lần đánh giá trước của Cơ quan Bảo vệ Môi trường Hoa Kỳ và Viện Y học thuộc Viện Hàn lâm Khoa học Quốc gia Hoa Kỳ". Tuy nhiên lưu ý rằng "các chất diệt cỏ đổ thẳng xuống đất và ngấm sâu trước khi thoái biến thì sẽ có tồn dư và vì vậy là một mối lo ngại.". Còn Cựu Đại sứ Mỹ tại VN, ông Michael Marine, vẫn cho rằng mối liên hệ giữa sự phơi nhiễm dioxin và sức khoẻ con người vẫn chưa được chứng minh. Tuy nhiên ông đã công bố khoản tài trợ trị giá 400 nghìn USD để nghiên cứu ô nhiễm dioxin và tẩy độc tại sân bay Đà Nẵng.

## Mối quan tâm của thế giới đến vấn đề dioxin
Tiến sĩ James Clary, một nhà khoa học quân đội Hoa Kỳ, đã công nhận sự thật năm 1988: "Khi chúng tôi khởi đầu chương trình sử dụng thuốc diệt cỏ vào những năm 1960, chúng tôi đã ý thức được tiềm năng độc hại của dioxin trong thuốc diệt cỏ. Tuy nhiên, vì hóa chất sẽ được dùng đối với kẻ thù nên không ai trong chúng tôi quá quan tâm".
Hậu quả của Dioxin không chỉ có người Việt Nam quan tâm, nó là vấn đề chung của nhiều nước. Trong đó, chính các cựu binh Hoa Kỳ cũng là nạn nhân. Đồng thời, trong Hội nghị Dioxin Quốc tế năm 2004, các nghiên cứu về ảnh hưởng của dioxin đối với các cựu chiến binh Úc trong chiến tranh Việt Nam đã bắt đầu [5].

### Liên kết về vấn đề sức khoẻ
- "Assesment of the Health Risks of Dioxins", a 1998 report by the World Health Organisation.
- Environment and Health 5:87 Lưu trữ ngày 14 tháng 9 năm 2009 tại Wayback Machine The risks of dioxin to human health (Review article) Re-evaluation of the health hazards posed by dioxins
- Ind. Health 41(3): 149-157 (2003) Impact of Agent Orange exposure among Korean Vietnam veterans. Scientific article that corroborates the increased risk of diabetes among Korean Vietnam veterans.
- Env. Health Persp. 109(8): 865-869 (2001) Lưu trữ ngày 8 tháng 2 năm 2005 tại Wayback Machine Severe 2,3,7,8-Tetrachlorodibenzo-p-dioxin (TCDD) Intoxication: Clinical and Laboratory Effects. Case study of a TCDD poisoning.
- Regulatory Toxicology and Pharmacology 38(3): 378-388 (2003) Dioxin and cancer: a critical review. Review article that questiones the carcinogenity of dioxins.
- Environmental Health Perspectives 112(13): 1265-1268 (2004) Dioxin Revisited: Developments Since the 1997 IARC Classification of Dioxin as a Human Carcinogen. Review article that provides evidence for the carcinogenity of dioxins.
- Treatment of dioxin poisoning with olestra Lưu trữ ngày 8 tháng 2 năm 2005 tại Wayback Machine.
- Assessment of the health risk of dioxins 1998 by the WHO and the IPCS (pdf).
- A summary of the previous report by the industry lobbying group GreenFacts.
- Trang web đếm ngược thời gian tái xử vụ kiện nạn nhân chất độc da cam Lưu trữ ngày 13 tháng 6 năm 2010 tại Wayback Machine